# Joyeuse Marche
Joyeuse Marche est une pièce orchestrale écrite par Emmanuel Chabrier. Elle est dédiée à Vincent d'Indy.  Son tempo est Tempo di marcia molto risoluto e giocoso. 

## Historique de la composition
La marche est passée par plusieurs versions avant d'aboutir à celle, orchestrale, qui reste la plus connue.
En septembre 1888, Chabrier écrit à son éditeur qu'il a l'intention d'orchestrer six pièces pour piano, dont sa Suite pastorale, La marche française et l'Andante en fa. Delage écrit que cet Andante a été créée en 1875 au Cercle de l’Union artistique à Paris, avec Jules Danbé à la direction de l'orchestre. Pourtant, ces pièces sont en rapport avec le Prélude et marche française pour piano à quatre mains, écrit par Chabrier en mai 1885, l'Andante devenant alors un Prélude.
Le concert de création a eu lieu à Angers le 4 novembre 1888 sous la direction du compositeur. Ce concert voit également la première du Prélude pastoral, de la Suite pastorale, de la Habanera et d'España. Il est complété de l'ouverture de Guillaume Tell, du Divertimento no 2 pour deux cors et cordes de Mozart et de l'Adagietto extrait de L'Arlésienne de Bizet.
Lors de sa création parisienne en avril 1889, le titre de la pièce devient Marche joyeuse et sa réception en a été enthousiaste. La version finale du titre (Joyeuse Marche) est donnée au cours du concert Lamoureux le 16 février 1890. Le prélude, cependant, disparaît pour ne réapparaître qu'en 1943 parmi la collection d'autographes de Robert Brussel.

## Versions pour piano
- Prélude et marche française pour piano à quatre mains, achevé en mai 1885[3]
- Joyeuse marche pour piano à quatre mains – 1889, créée le 19 mars 1892 par d’Indy et Chausson.
- Transcription de la Joyeuse marche pour piano à quatre mains (1890) et pour deux pianos  (1891) par Ernest Alder[1]

## Instrumentation
Cordes ; 2 flûtes, 1 piccolo, 2 hautbois, 2 clarinettes in si bémol, 4 bassons; 4 cors en fa 2 cornets à piston, 2 trompettes, 3 trombones, tuba, cymbales, percussion et harpe.
L'exécution de l'œuvre demande un peu moins de cinq minutes.